# Мјола
Мјола је насеље у Италији у округу Тренто, региону Трентино-Јужни Тирол.
Према процени из 2011. у насељу је живело 1038 становника. Насеље се налази на надморској висини од 998 м.